# 인치사인발다르노
인치사인발다르노(이탈리아어: Incisa in Val d'Arno)는 이탈리아 토스카나주 피렌체현에 있는 코무네다. 피렌체에서 남동쪽으로 약 20km 정도 떨어진 곳에 위치한다.

## 자매 도시
- 독일 에르츠하우젠
- 스페인 말그라트데마르
- 서사하라 미예크